# 서6궁
자금성 내정 서6궁(西六宮)은 명·청 두 나라 모두 황제의 처첩이 거처한 곳이다. 청나라는 옹정제 이후, 역대 황후들이 곤녕궁을 침전으로 삼지 않고, 동6궁과 서6궁 중 한 곳을 침전으로 사용했다.
서6궁은 서태후가 주정할 때 머물렀던 궁 구역이었기 때문에, 그녀 개인의 필요에 따라 서6궁구역은 그에 상응하는 동6궁처럼 온전하지 못한 반면, 서6궁구는 자희태후의 명으로 청나라 말기에 많이 고쳐졌다.
- 서태후는 장춘궁에 머물면서 장춘궁과 이 궁 앞의 계상궁을 뚫어 두 궁 사이의 궁장과 궁문을 허물고, 그 자리에 체원전을 새로 짓고, 또 계상궁을 태극전이라 고쳐 부르면서 보통 장춘궁의 부속건물로 사용하였다.
- 저수궁은 서태후의 일생에서 가장 중요한 궁원이었기 때문에, 나중에 저수궁 앞에 있는 익곤궁과 통하게 되었고, 두 궁 사이의 궁장과 궁문을 허물고 그 자리에 다시 한 채의 체화전을 새로 지어 익곤궁와 저수궁의 연결을 하는 전으로 사용하게 되었다.
  - 저수궁과 장춘궁은 조금 다르다. 장춘궁은 계상궁와 완전히 연결되어 있다. 그 사이에 단 한개의 궁장도 없이 체원전 하나만 전전(前殿)으로 사용하였는데, 저수궁과 익곤궁을 뚫어 체화전을 새로 만들었지만, 체화전 양쪽에는 좌우의 원래 궁장과 연결되어 있기 때문에 체화전이 궁문을 닫으면 저수궁과 익곤궁이 각각 독립된 궁이 된다.

- 영수궁(永壽宮)
- 장춘궁(長春宮)
- 익곤궁(翊坤宮)
- 저수궁(儲秀宮)
- 태극전(太極殿, 계상궁(啓祥宮))
- 함복궁(咸福宮)

이 6개의 궁궐은 자금성의 자오선 서쪽에 가지런히 자리잡고 있다해서 서6궁이라 불리게 되었다. 이에 맞춰 자오선 동쪽의 동6궁이 있다. 동서6궁 (때로는 동서 12궁이라고도 한다) 중앙의 후삼궁을 겨드랑이처럼 끼고 있어 옛 이름인 예정과 대비된다.

## 같이 보기
- 자금성
- 동6궁
- 후궁
- 청나라의 후궁